# Lijst van voetbalinterlands Colombia - Engeland
Deze lijst van voetbalinterlands is een overzicht van alle officiële voetbalwedstrijden tussen de nationale teams van Colombia en Engeland. De landen speelden tot op heden zes keer tegen elkaar. Het eerste duel, een vriendschappelijke wedstrijd, werd gespeeld in Bogota op 20 mei 1970. De laatste ontmoeting, een achtste finale tijdens het Wereldkampioenschap voetbal 2018, vond plaats op 3 juli 2018 in Moskou (Rusland).

## Wedstrijden
| № | Plaats          | Datum            | Competitie        | Wedstrijd           | Uitslag |
| - | --------------- | ---------------- | ----------------- | ------------------- | ------- |
| 1 | Bogota          | 20 mei 1970      | Vriendschappelijk | Colombia – Engeland | 0 – 4   |
| 2 | Londen          | 24 mei 1988      | Vriendschappelijk | Engeland – Colombia | 1 – 1   |
| 3 | Londen          | 6 september 1995 | Vriendschappelijk | Engeland – Colombia | 0 – 0   |
| 4 | Lens            | 26 juni 1998     | WK 1998           | Engeland – Colombia | 2 – 0   |
| 5 | East Rutherford | 31 mei 2005      | Vriendschappelijk | Colombia – Engeland | 2 – 3   |
| 6 | Moskou          | 3 juli 2018      | WK 2018           | Colombia – Engeland | 1 − 1   |

## Samenvatting
| Competitie        | Totaal gespeeld | Winst Colombia | Gelijk | Winst Engeland | Doelsaldo Colombia – Engeland |
| ----------------- | --------------- | -------------- | ------ | -------------- | ----------------------------- |
| WK-eindronde      | 2               | 0              | 1      | 1              | 1 − 3                         |
| Vriendschappelijk | 4               | 0              | 2      | 2              | 3 − 8                         |
| Totaal            | 6               | 0              | 3      | 3              | 4 − 11                        |

Wedstrijden bepaald door strafschoppen worden, in lijn met de FIFA, als een gelijkspel gerekend.

## Details

### Eerste ontmoeting
| Vriendschappelijk (Bogota, Colombia, 20 mei 1970): |              | |
| Colombia | 0 – 4        | Engeland |
| | doelpunten   | 3' Martin Peters 43' Martin Peters 56' Bobby Charlton 88' Alan Ball                                                                         |
| César López Fretes | bondscoach   | Alf Ramsey |
| Otoniel Quintana Arturo Segovia Hermenegildo Segrera Dario López Gabriel Hernández Alfonso Canon Óscar López Óscar García Luis Carlos Paz ??' Alejandro Brand Jorge Gallego | opstellingen | Gordon Banks Keith Newton Terry Cooper Alan Mullery Brian Labone Bobby Moore Francis Lee Alan Ball Bobby Charlton Geoff Hurst Martin Peters |
| Alfredo Arango ??' | wissels      | |

### Tweede ontmoeting
| Vriendschappelijk (Londen, Verenigd Koninkrijk, 24 mei 1988):                                                                                           |              | |
| Engeland | 1 – 1        | Colombia |
| Gary Lineker 22' | doelpunten   | 66' Andrés Escobar |
| Bobby Robson | bondscoach   | Francisco Maturana |
| Peter Shilton Viv Anderson Kenny Sansom Steve McMahon Mark Wright Tony Adams Bryan Robson Chris Waddle 73' Peter Beardsley 73' Gary Lineker John Barnes | opstellingen | René Higuita Luis Fernando Herrera Luis Carlos Perea Andrés Escobar Carlos Hoyos Leonel Álvarez Bernardo Redin Carlos Valderrama Alexis García Jaime Arango Arnoldo Iguarán |
| Glenn Hoddle 73' Mark Hateley 73' | wissels      | |

### Derde ontmoeting
| Vriendschappelijk (Londen, Verenigd Koninkrijk, 6 september 1995):                                                                                             |              | |
| Engeland | 0 – 0        | Colombia |
| | doelpunten   | |
| Terry Venables | bondscoach   | Hernán Darío Gómez |
| David Seaman Gary Neville Graeme Le Saux Steve Howey Tony Adams Jamie Redknapp 74' Paul Gascoigne 74' Dennis Wise Steve McManaman Nick Barmby Alan Shearer 74' | opstellingen | René Higuita José Santa Jorge Bermúdez Alexis Mendoza Wilson Pérez Leonel Álvarez 46' Harold Lozano Carlos Valderrama Freddy Rincón Faustino Asprilla Ivan Valenciano |
| Rob Lee 74' John Barnes 74' Teddy Sheringham 74' | wissels      | 46' Luis Quiñónez |
| | gele kaarten | ??' Leonel Álvarez ??' Freddy Rincón ??' Ivan Valenciano ??' Faustino Asprilla                                                                                        |
| - Debuut van Jamie Redknapp (Liverpool) voor Engeland. |              | |

### Vierde ontmoeting
| WK 1998 (Lens, Frankrijk, 26 juni 1998): |              | |
| Engeland | 2 – 0        | Colombia |
| Darren Anderton 20' David Beckham 29' | doelpunten   | |
| Glenn Hoddle | bondscoach   | Hernán Darío Gómez |
| David Seaman Gary Neville Tony Adams Sol Campbell Darren Anderton 80' David Beckham Paul Ince 83' Paul Scholes 74' Graeme Le Saux Alan Shearer Michael Owen | opstellingen | Faryd Mondragón Ever Palacios Jorge Bermúdez Wilmer Cabrera Luis Antonio Moreno 46' Mauricio Serna Harold Lozano Carlos Valderrama Freddy Rincón 46' Antony de Ávila 46' Léider Preciado |
| Steve McManaman 74' Rob Lee 80' David Batty 83' | wissels      | 46' Víctor Aristizábal 46' Hamilton Ricard 46' Adolfo Valencia |
| Paul Scholes 22' Alan Shearer 89' | gele kaarten | 20' Mauricio Serna 86' Víctor Aristizábal 89' Jorge Bermúdez |

### Vijfde ontmoeting
| Vriendschappelijk (East Rutherford, Verenigde Staten, 31 mei 2005): |              | |
| Colombia | 2 – 3        | Engeland |
| Mario Yepes 45' Aldo Ramírez 78' | doelpunten   | 36' Michael Owen 42' Michael Owen 58' Michael Owen |
| Reinaldo Rueda | bondscoach   | Sven-Göran Eriksson |
| Faryd Mondragón Jair Benítez Mario Yepes 80' Hayder Palacio 72' Luis Amaranto Perea Jhon Viáfara 60' Elkin Soto Héctor Hurtado 46' Javier Restrepo 72' Juan Pablo Ángel 59' Luis Gabriel Rey | opstellingen | 46' David James Phil Neville Ashley Cole Michael Carrick Glen Johnson Zat Knight 73' David Beckham Jermaine Jenas 72' Peter Crouch 73' Michael Owen 86' Joe Cole |
| Fabián Vargas 46' Edixon Perea 59' Yulian Anchico 60' Aldo Ramírez 72' Óscar Díaz 73' Humberto Mendoza 80'                                                                                   | wissels      | 46' Robert Green 72' Jermain Defoe 73' Alan Smith 74' Kieran Richardson 86' Luke Young                                                                           |
| Mario Yepes 37' | gele kaarten | |
| - Debuut van doelman Robert Green (Norwich City) en Peter Crouch (Southampton) voor Engeland.                                                                                                |              | |

Colfútbol · A-internationals · Selecties · Statistieken · Bondscoaches · Colombiaans vrouwenelftal · Olympisch elftal · Colombia U20 · Colombia U17
1938 – 1949 ·
1950 – 1959 ·
1960 – 1969 ·
1970 – 1979 ·
1980 – 1989 ·
1990 – 1999 ·
2000 – 2009 ·
2010 – 2019 ·
2020 – 2029
WK 1962 · 
WK 1990 · 
WK 1994 · 
WK 1998 · 
WK 2014 · 
WK 2018
OS 1968 · 
OS 1972 · 
OS 1980 · 
OS 1992 · 
OS 2016
1938 · 
1939 · 1940 · 1941 · 1942 · 1943 · 1944 · 
1946 · 
1947 · 
1948 · 
1949 · 
1950 · 1951 · 1952 · 1953 · 1954 · 1955 · 1956 · 
1957 · 
1958 · 1959 · 1960 · 
1961 · 
1962 · 
1963 · 
1964 · 
1965 · 
1966 · 
1967 · 
1968 · 
1969 · 
1970 · 
1971 · 
1972 · 
1973 · 
1974 · 
1975 · 
1976 · 
1977 · 
1978 · 
1979 · 
1980 · 
1981 · 
1982 · 
1983 · 
1984 · 
1985 · 
1986 · 
1987 · 
1988 · 
1989 · 
1990 ·
1991 · 
1992 · 
1993 · 
1994 · 
1995 · 
1996 · 
1997 · 
1998 · 
1999 · 
2000 · 
2001 · 
2002 · 
2003 · 
2004 · 
2005 · 
2006 · 
2007 · 
2008 · 
2009 · 
2010 · 
2011 · 
2012 · 
2013 · 
2014 · 
2015 · 
2016 · 
2017 ·
2018 ·
2019 ·
2020 ·
2021
Algerije ·
Argentinië ·
Australië ·
Bahrein ·
België ·
Bolivia · 
Brazilië ·
Canada ·
Chili ·
China · 
Costa Rica ·
Cuba ·
DDR ·
Duitsland ·
Ecuador ·
Egypte ·
El Salvador ·
Engeland ·
Finland ·
Frankrijk ·
Griekenland ·
Guatemala · 
Haïti ·
Honduras ·
Hongarije ·
Hongkong ·
Ierland ·
Irak ·
Israël ·
Ivoorkust ·
Jamaica ·
Japan ·
Joegoslavië ·
Jordanië ·
Kameroen ·
Koeweit · 
Liberia · 
Marokko ·
Mexico ·
Montenegro ·
Nederland ·
Nederlandse Antillen ·
Nicaragua ·
Nieuw-Zeeland · 
Nigeria ·
Noord-Ierland ·
Noorwegen ·
Panama ·
Paraguay ·
Peru ·
Polen ·
Puerto Rico ·
Qatar ·
Roemenië ·
Saoedi-Arabië ·
Schotland ·
Senegal ·
Servië ·
Slovenië ·
Slowakije ·
Sovjet-Unie ·
Spanje ·
Trinidad en Tobago ·
Tsjecho-Slowakije ·
Tunesië · 
Turkije · 
Uruguay ·
Venezuela ·
Verenigde Arabische Emiraten · 
Verenigde Staten ·
Zuid-Afrika ·
Zuid-Korea ·
Zweden ·
Zwitserland
Brazilië (2014) ·
Engeland (2018) ·
Griekenland (2014) ·
Ivoorkust (2014) ·
Japan (2014) ·
Japan (2018) ·
Polen (2018) ·
Senegal (2018) ·
Uruguay (2014)
FA · A-internationals · Selecties · Bondscoaches · Engels vrouwenelftal · Brits olympisch elftal · Engeland -21 · Engeland -20 · Engeland -19 · Engeland -18 · Engeland -17 · Engeland -16 · Vrouwen -17
1872 – 1899 ·
1900 – 1919 ·
1920 – 1929 ·
1930 – 1939 ·
1940 – 1949 ·
1950 – 1959 ·
1960 – 1969 ·
1970 – 1979 ·
1980 – 1989 ·
1990 – 1999 ·
2000 – 2009 ·
2010 – 2019 ·
2020 − 2029
EK's: 1968 ·
1980 ·
1988 ·
1992 ·
1996 ·
2000 ·
2004 ·
2012 · 
2016 · 
2020 · 
2024
WK's: 1950 ·
1954 ·
1958 ·
1962 ·
1966 ·
1970 ·
1982 ·
1986 ·
1990 ·
1998 ·
2002 ·
2006 ·
2010 ·
2014 ·
2018 · 
2022
Albanië ·
Algerije ·
Andorra ·
Argentinië ·
Australië ·
Azerbeidzjan ·
België ·
Bosnië en Herzegovina ·
Brazilië ·
Bulgarije ·
Canada ·
Chili ·
China ·
Colombia ·
Costa Rica ·
Cyprus ·
Denemarken ·
DDR · 
Duitsland ·
Ecuador ·
Egypte ·
Estland ·
Finland ·
Frankrijk ·
Georgië ·
Ghana ·
GOS ·
Griekenland ·
Honduras ·
Hongarije ·
Ierland ·
IJsland · 
Iran ·
Israël ·
Italië ·
Ivoorkust ·
Jamaica ·
Japan ·
Joegoslavië ·
Kameroen ·
Kazachstan ·
Koeweit ·
Kosovo ·
Kroatië ·
Liechtenstein ·
Litouwen ·
Luxemburg ·
Maleisië ·
Malta ·
Marokko ·
Mexico ·
Moldavië ·
Montenegro ·
Nederland ·
Nieuw-Zeeland ·
Nigeria ·
Noord-Ierland ·
Noord-Macedonië ·
Noorwegen ·
Oekraïne ·
Oostenrijk ·
Panama · 
Paraguay ·
Peru · 
Polen ·
Portugal ·
Roemenië ·
Rusland ·
San Marino · 
Saoedi-Arabië ·
Schotland ·
Senegal ·
Servië ·
Servië en Montenegro · 
Slovenië ·
Slowakije ·
Sovjet-Unie ·
Spanje ·
Trinidad en Tobago ·
Tsjechië ·
Tsjecho-Slowakije ·
Tunesië ·
Turkije ·
Uruguay ·
Verenigde Staten ·
Wales ·
Wit-Rusland ·
Zuid-Afrika ·
Zuid-Korea ·
Zweden ·
Zwitserland
Algerije (2010) · 
Argentinië (1986) · 
Argentinië (1998) · 
Argentinië (2002) · 
België (1990) · 
België (2018, 1) · 
België (2018, 2) · 
Brazilië (2002) · 
Colombia (1998) ·
Colombia (2018) ·
Costa Rica (2014) ·
Denemarken (2002) ·
Denemarken (2021) · 
Duitsland (2000) ·
Duitsland (2010) ·
Duitsland (2021) ·
Ecuador (2006) ·
Egypte (1990) ·
Frankrijk (1982) ·
Frankrijk (2012) ·
Frankrijk (2022) ·
Ierland (1990) · 
IJsland (2016) ·
Italië (1990) · 
Italië (2012) · 
Italië (2014) · 
Italië (2021) · 
Kameroen (1990) · 
Koeweit (1982) · 
Kroatië (2018) ·
Kroatië (2021) · 
Marokko (1986) · 
Nederland (1990) · 
Nigeria (2002) · 
Oekraïne (2012) · 
Oekraïne (2021) ·
Panama (2018) · 
Paraguay (1986) · 
Paraguay (2006) · 
Polen (1986) · 
Portugal (1986) · 
Portugal (2000) · 
Portugal (2006) · 
Roemenië (1998) ·
Roemenië (2000) ·
Rusland (2016) ·
Schotland (2021) ·
Senegal (2022) ·
Slovenië (2010) ·
Slowakije (2016) ·
Spanje (1982) ·
Spanje (2024) ·
Trinidad en Tobago (2006) ·
Tsjechië (2021) ·
Tsjecho-Slowakije (1982) ·
Tunesië (1998) ·
Tunesië (2018) ·
Uruguay (2014) ·
Verenigde Staten (2010) ·
Wales (2016) · 
West-Duitsland (1966) ·
West-Duitsland (1982) ·
West-Duitsland (1990) ·
Zweden (2002) ·
Zweden (2006) · 
Zweden (2012)